# 高州革命烈士陵园
高州革命烈士陵园，位于中国广东省茂名市高州市城区观山西侧，为茂名市高州市的一个市、县级文物保护单位，类型为近现代重要史迹及代表性建筑，公布时间为1994年11月15日。
高州革命烈士陵园的历史年代为1959。